# Serrat del Petronill
El Serrat del Petronill és una serra situada al municipi de les Valls de Valira a la comarca de l'Alt Urgell, amb una elevació màxima de 1.752 metres.